# 건진국수
건진국수는 한국의 전통 요리이다. 경상북도 안동의 양반가에서 여름철에 손님 접대에 많이 올리는 명물 향토 음식으로 칼국수와 유사하다. 밀가루에 콩가루를 섞어 국수 면을 만들고, 이것을 건져 장국을 부어 만든다. 만수무강을 비는 음식이라는 뜻을 지닌 건진국수는 당시 손이 많이 가는 음식이었기에 귀빈들에게 대접하던 음식이었다.  이칭으로는 안동손국수, 또는 안동칼국수라고 하며 안동 지방 방언으로 국수를 ‘국시’라고 하기에 ‘건진 국시’라고도 부른다.

## 유래
건진 국수라는 이름은 밀가루·콩가루 반죽의 국수를 삶아 찬물에 헹군 다음 '건져'낸다고 해서 붙여진 것이다. 조선시대에 이르기까지 건진 국수가 문서에 기록되어 있지는 않으나, ≪요록 要錄≫에 기록된 태면이 건진 국수와 비슷한 점으로 미루어보아 국수문화가 한창 꽃을 피우던 고려 말엽에서 조선시대에 있던 음식으로 추측된다. 건진국수의 유래에 대해서는 여러 의견이 있다.  첫번째 의견은 안동 건진 국수는 탈춤 마당에서 먹던 음식으로, 하층민이 탈을 쓰고 양반의 허세를 풍자했던 놀이마당에서 비롯되었으며 또한 농사꾼들에게는 농사일의 새참으로 별미였다는 주장이다. 또 다른 의견은 밀가루를 이용하는 건진국수의 제조적 특징과 밀을 생산하기 힘들었던 당시 시대적 특성상, 건진국수는 양반들만 먹을 수 있었던 음식이라는 주장이다.

## 특징
건진국수의 특징은 전체적인 요리과정에서 드러난다. 면을 만들 때도 건진 국수는 일반 국수와는 달리 밀가루와 콩가루를 섞어 반죽을 한다. 콩가루를 넣음으로서 면발의 진득거림을 상충시키며 고소한 식감도 낼 수 있다. 그리고 면을 매우 가늘게 채 썰어내는데, 그래야만 건진 국수 특유의 쫄깃하면서도 툭툭 끊어지는 면발을 구현해낼 수 있기 때문이다.
건진국수는 멸치와 다시마로 육수를 내는 다른 국수와는 달리 낙동강에서 잡은 은어(銀魚)를 이용하여 우려낸다. 은어는 비린내가 적고 특유의 수박 향이 나서 '수중군자(水中君子)'라고 불리는 최고급 민물 생선이다. 다만 각 종가마다 재료의 차이점은 있는데, 더군다나 요즘은 은어가 귀해져 대신에 닭고기나 양지머리를 사용하고 멸치나 다시마도 이용하는 경우도 있다.
고명으로는 양념하며 볶은 다진 쇠고기와 호박, 계란지단이나 파와 실고추를 올린다. 전해져 내려오는 제조법으로는 육수를 만들 때 썼던 은어 살이나 양지머리, 닭, 소고기 등을 올린다고 한다. 고명 외에도 안동 지방의 관습으론 건진국수와 함께 조밥과 배추쌈을 곁들여 먹는다.

## 일화와 현황
김영삼 전 대통령이 건진 국수를 즐겨 먹은 것으로 유명한데, 국시집의 요리사를 청와대에 직접 초빙하기도 했다고 한다. 심지어 청와대 오찬 때, 초빙한 국회의원들에게 국수를 접대해서 논란이 되기도 했으며 ‘칼국수 대통령‘이란 별칭도 얻게 되었다. 이명박 전 대통령도 대구에 들릴 일이 있을 때마다 서문시장의 안동국수집을 항상 들렸다고 전해진다.
지금은 기술 발달로 밀이 구하기 쉬워지면서 국수는 흔한 음식이 되었지만 건진국수는 독특한 요리방식 때문에 여전히 구하기 힘들다. 서울을 비롯한 다른 지방에서는 안동 국수집을 힘들지 않게 찾아볼 수 있지만 건진 국수는 굉장히 드물다. 안동국수집에서 파는 국수도 건진 국수가 아니라 ‘누름국수’라고 불리는 것에 가깝다고 한다. 원인에는 여러 가지 설이 있다. 건진 국수의 주재료인 은어가 근래에 비싸졌고 구하기 힘들어져서라는 의견이 주를 이룬다. 일제 강점기 이후 고립을 택한 안동 양반들로 인해 안동 음식들이 타 지방으로 전해지지 못했기 때문이라는 분석도 있다.

## 같이 보기
- 한국의 국수
  - 칼국수
  - 수제비
  - 잔치국수
  - 막국수
  - 누름국수
  - 장칼국수
  - 닭칼국수